# 나카노 시게하루
나카노 시게하루(일본어: 中野 重治, 1902년 1월 25일 ~ 1979년 8월 24일)는 일본의 작가, 정치인이다. 대표작으로 소설 《노래의 이별》(歌のわかれ), 《마음》(むらぎも) 등이 있다.
1902년 후쿠이현에서 태어났다. 도쿄 제국대학 독일문학과를 졸업했다. 1931년 일본공산당에 입당하였으나 1934년 검거 후 전향을 조건으로 출옥되었고, 1937년 집필 금지 처분을 받았다. 1945년 복귀하여 신일본문학회의 월간지 《신일본문학》 창간에 참여하였다. 1959년 《배꽃》(梨の花)으로 요미우리 문학상을 수상했다. 1947년부터 1950년까지 일본공산당 소속으로 참의원 의원을 지냈으나 1964년 출당되었다. 1979년 담낭암으로 사망하였다.